# Heteropogon rejectus
Heteropogon rejectus är en tvåvingeart som beskrevs av Samuel Wendell Williston  1901. Heteropogon rejectus ingår i släktet Heteropogon och familjen rovflugor. Inga underarter finns listade i Catalogue of Life.